# RAC Arena (Perth)
 (avril 2025).
Si vous disposez d'ouvrages ou d'articles de référence ou si vous connaissez des sites web de qualité traitant du thème abordé ici, merci de compléter l'article en donnant les références utiles à sa vérifiabilité et en les liant à la section « Notes et références ».
Le RAC Arena (précédemment nommé le Perth Arena) est une salle multi-sport située à Perth en Australie, elle a été inaugurée en 2012 et peut contenir jusqu'à 15 000 personnes.
Elle accueille généralement les matchs de basket-ball, de netball et de tennis et des concerts.

## Événements
- Hopman Cup depuis 2013
- Finale de la Fed Cup 2019 (Australie vs France)

## Galerie

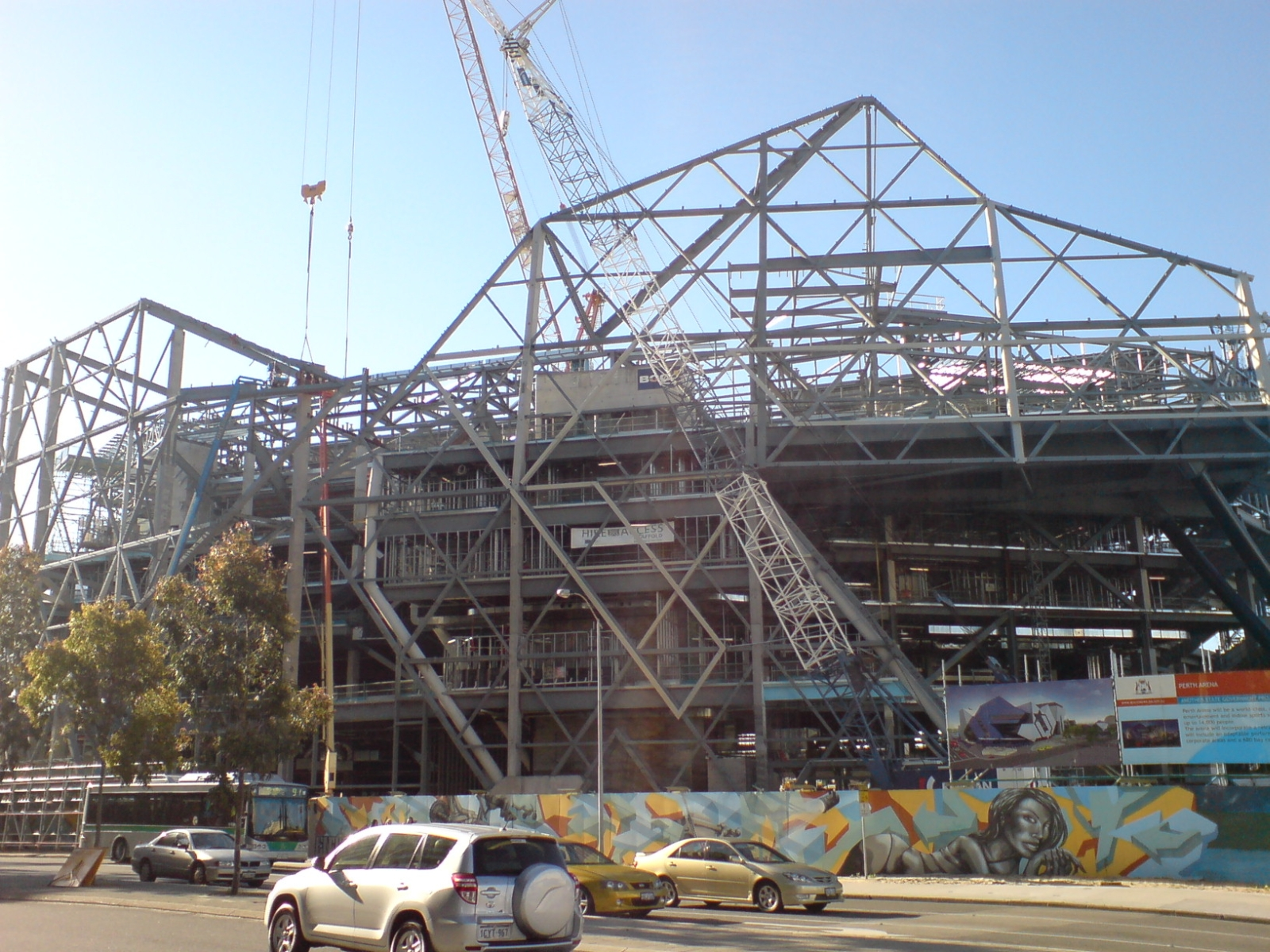
En construction (janvier 2010)
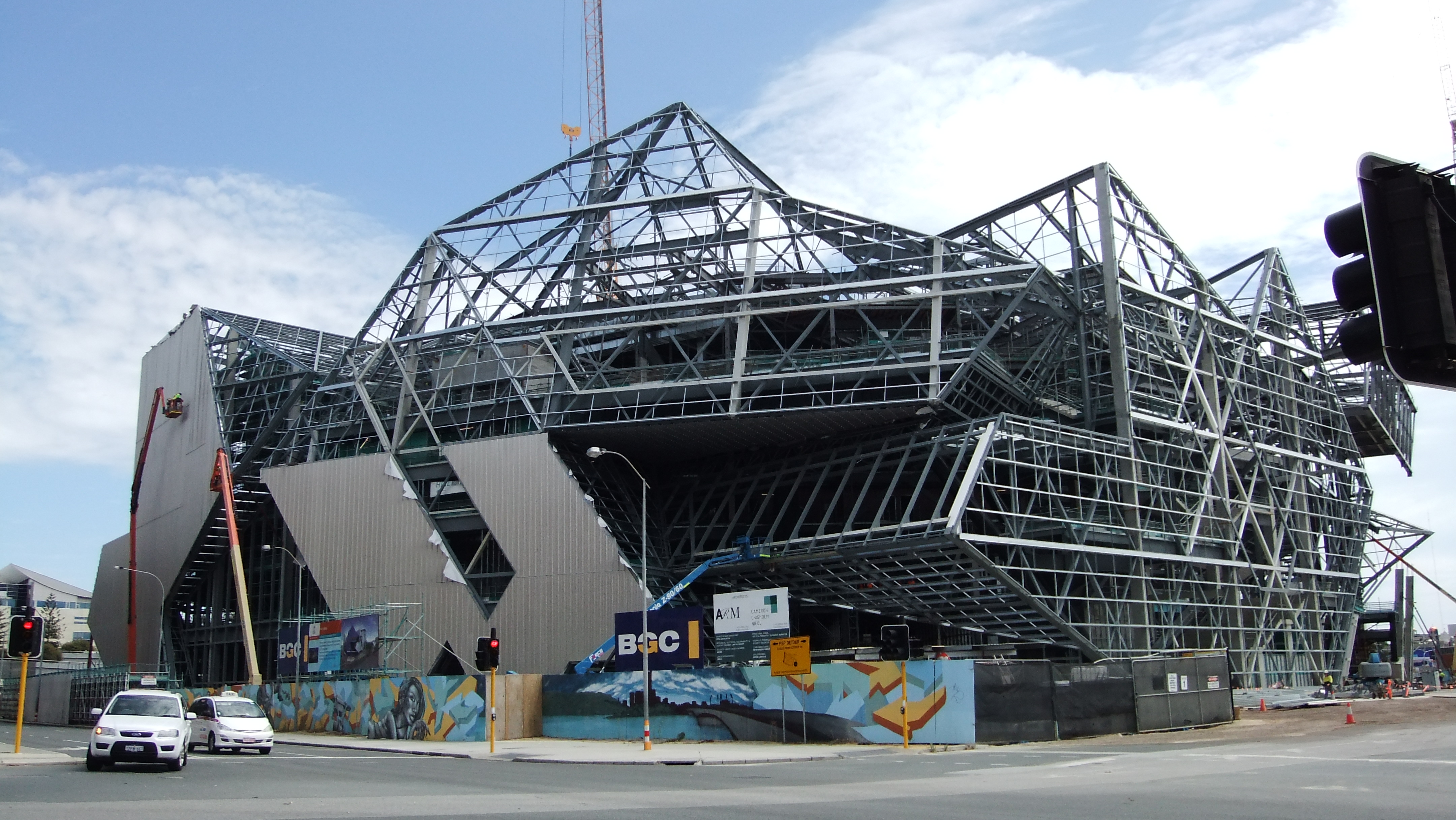
En construction (février 2011)
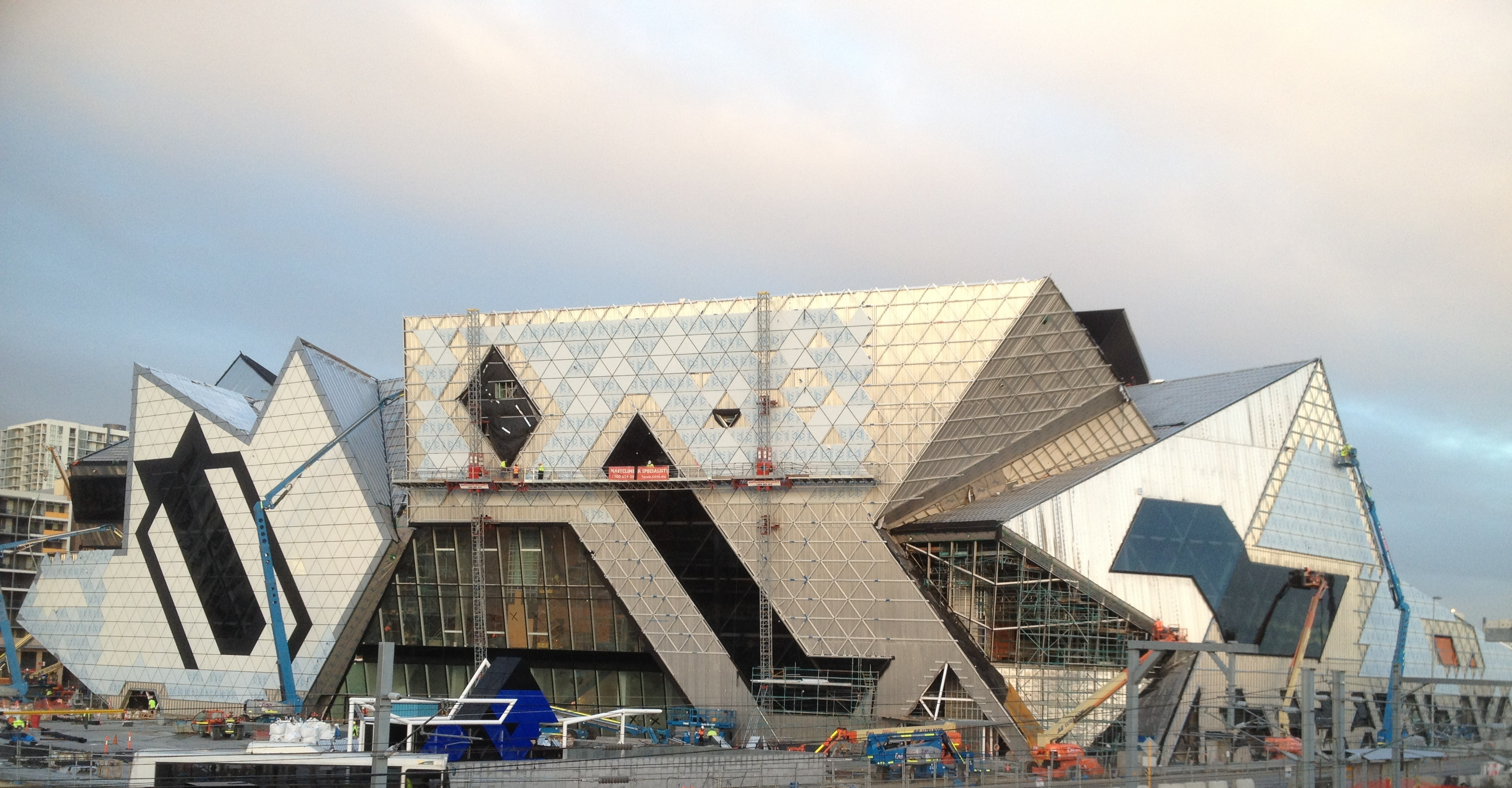
En construction (juillet 2012)
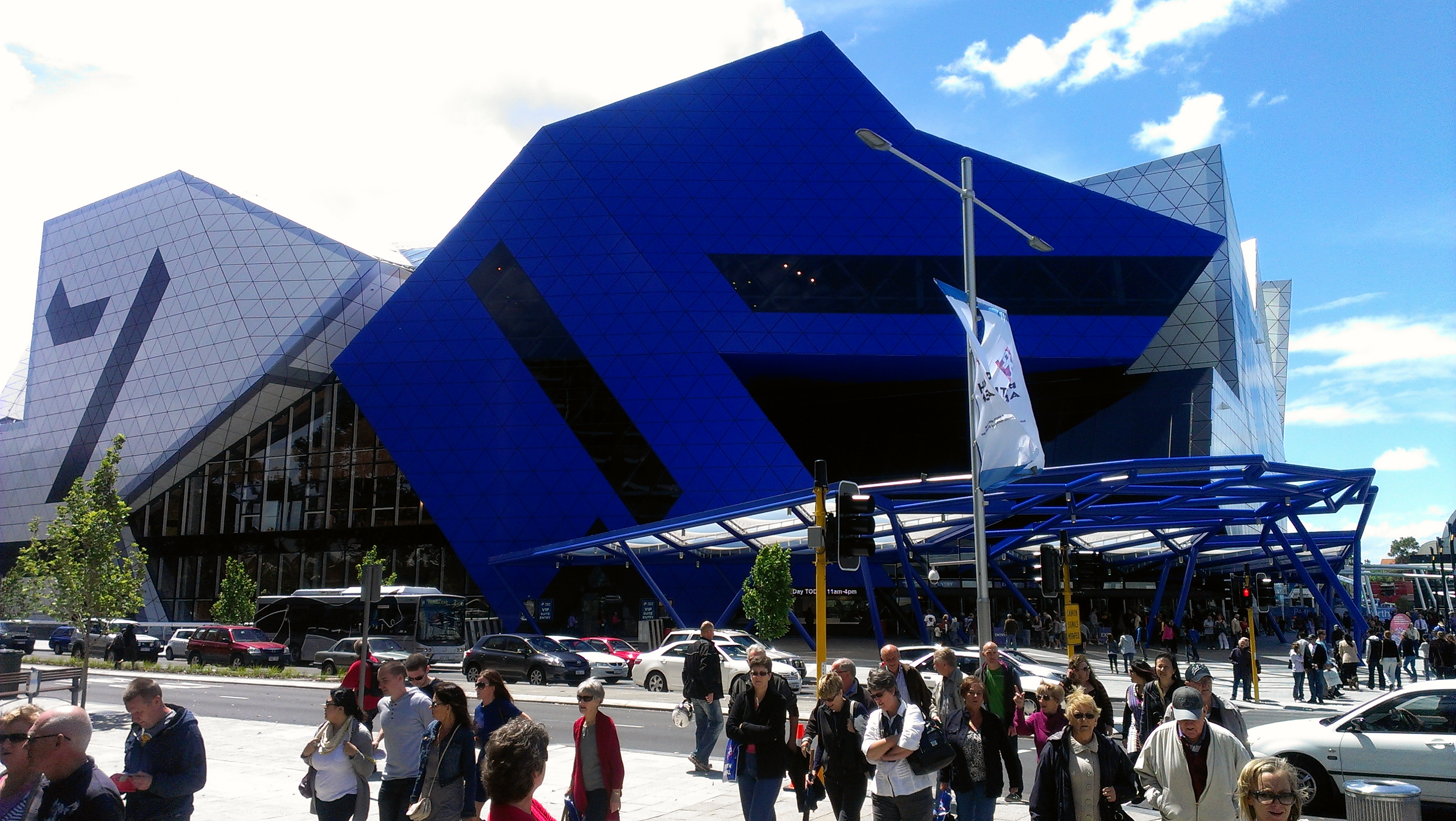
Façade extérieure
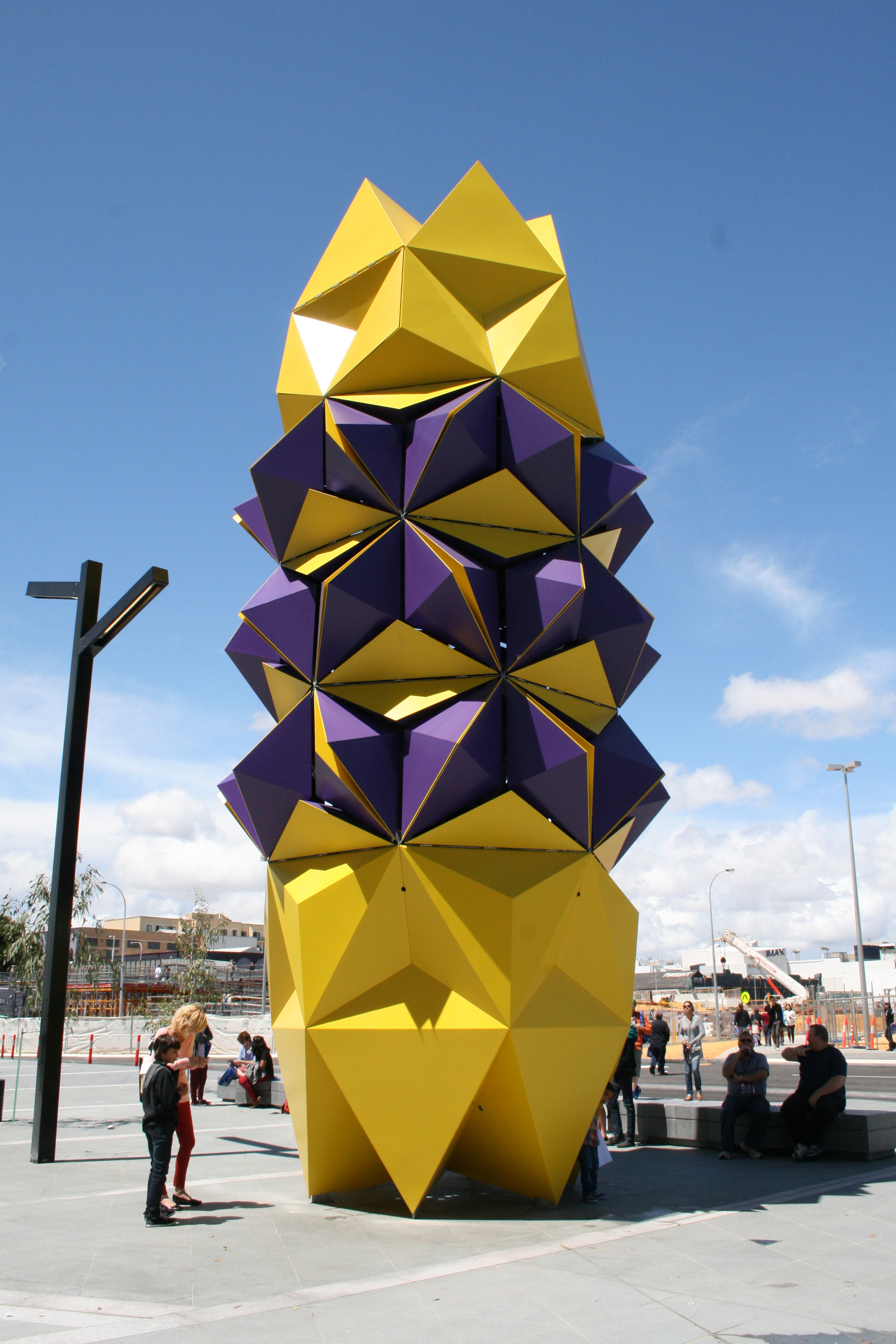
Totem (2012) de Geoffrey Drake-Brockman